# Bahlui
El Bahlui es el mayor río de la ciudad de Iași, en el este de Rumanía. Es un afluente derecho del río Jijia. Su nombre deriva de idioma cumanoo y significa "río fangoso". El Bahlui tiene una longitud de 119 km y una cuenca hidrográfica de 1967 km². Su caudal medio es de unos 4,88 m³/s.
Su nacimiento se encuentra a una altitud de 500 metros en el municipio de Tudora, en el condado de Botoșani, en la parte oriental de la meseta de Suceava. Fluye por la llanura de Jijia, desde el noroeste hacia el sureste y a través de las ciudades de Hârlău (antiguamente llamada por el río: Târgul Bahluiului) e Iași. Desemboca en el Jijia cerca de Holboca, al este de Iași. La calidad de sus aguas es bastante baja, debido a los vertidos de las plantas industriales, especialmente en Iași. Los embalses de Pârcovaci y Tansa-Belcești están situados en el río Bahlui.

## Afluentes
Los siguientes ríos son afluentes del río Bahlui (desde la fuente hasta la desembocadura): 
- Izquierda: Bahluiul Mic, Vulpoiul, Gurguiata, Lungul, Durușca, Totoești, Hoisești, Ileana, Bogonos, Lupul, Rediu, Cacaina, Ciric, Chirița, Orzeni

- Derecha: Valea Mare, Valea Cetățuiei, Buhalnița, Măgura, Putina, Bahlueț, Voinești, Pârâul Mare, Nicolina, Vămășoaia